# Monoxyde de zirconium
Pour les articles homonymes, voir oxyde de zirconium.
Le monoxyde de zirconium est un composé chimique de formule ZrO.
Le spectre de certaines étoiles révèle la présence de ZrO, notamment les étoiles de type S et les étoiles à baryum : c'est le signe que le processus s de la nucléosynthèse stellaire a eu lieu au sein de ces étoiles ou de leur compagnon éventuel.